# Theorema Egregium
Theorema Egregium (в переводе с латыни «замечательная теорема») — исторически важный результат в дифференциальной геометрии, доказанный Карлом Фридрихом Гауссом.
В современной формулировке теорема утверждает следующее:
Гауссова кривизна является внутренним инвариантом поверхности. Иными словами, гауссова кривизна может быть определена исключительно путём измерения углов, расстояний внутри самой поверхности и не зависит от конкретной её реализации в трёхмерном евклидовом пространстве.
Известна явная формула, выражающая гауссову кривизну через первую квадратичную форму, а именно, через её коэффициенты и их частные производные первого и второго порядков.
Это так называемая формула Бриоски. 
В некоторых частных случаях, например в полугеодезических координатах, то есть в локальных координатах с первой квадратичной формой вида 
{\displaystyle du^{2}+b(u,v)dv^{2}}
гауссовова кривизна выражается более простой формулой 
{\displaystyle K=-{\tfrac {1}{b}}\cdot {\tfrac {\partial ^{2}}{\partial u^{2}}}b.}
Для вывода теоремы этого достаточно.
Теорема следует из формулы Гаусса — Бонне, если применить её к малым геодезическим треугольникам.
Однако обычно выражение для гауссововой кривизны доказывается до формулы Гаусса — Бонне.

## История
Гаусс сформулировал теорему следующим образом (перевод с латыни):
Таким образом, формула из предыдущей статьи влечёт замечательную теорему.
Если криволинейная поверхность разворачивается по любой другой поверхности, то мера кривизны в каждой точке остается неизменной.
Теорема «замечательна», поскольку авторское определение гауссовой кривизны использует положение поверхности в пространстве.
Поэтому довольно удивительно, что результат никак не зависит от изометричной деформации.